# A Conquista do Pão

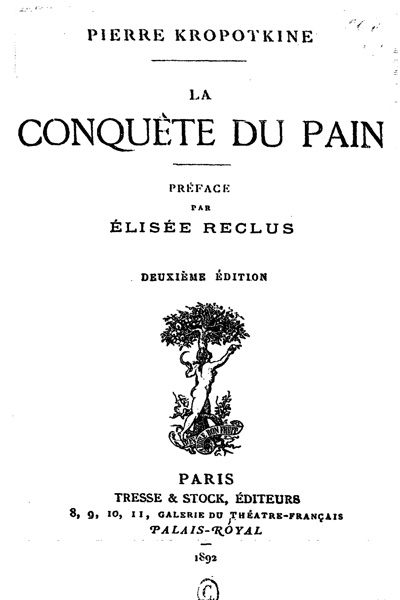
Capa da primeira edição em francês de 1892.

A Conquista do Pão (em francês:  La Conquête du Pain; em inglês:  The Conquest of Bread; em russo:  Хлеб и воля) é um livro escrito pelo anarcocomunista Piotr Kropotkin. Originalmente, era uma série de artigos escritos nos anos 1880, em francês, para os jornais anarquistas Le Révolté e seu sucessor parisiense, La Révolte. Foi publicado pela primeira vez como livro no ano de 1892, em Paris, com prefácio de Élisée Reclus (quem explica que o título não se restringe ao "pão", e sim engloba tudo que é necessário à qualidade de vida do homem). Entre 1892 e 1894, foi em parte publicado na forma de folhetins no jornal londrino Freedom, do qual Kropotkin era cofundador. Em 1898, já havia tradução para o norueguês, e em japonês, por Kotoku Shusui em 1909. Desde então foi reimpresso diversas vezes em vários idiomas.
Nessa obra, Kropotkin aponta o que considera defeitos nos sistemas econômicos feudal e capitalista, e como ele acredita que eles prosperaram a partir da manutenção da pobreza e da escassez, apesar da abundância graças à tecnologia, enquanto promoviam a manutenção de privilégios sociais, tendo como símbolo a riqueza. Ele propõe um sistema econômico mais descentralizado, baseado no apoio mútuo e na cooperação voluntária, afirmando que as tendências para esse tipo de organização já existem na Evolução e nas sociedades humanas.  Ele também detalha as formas de revolução e expropriação que não despertem forças reacionárias. Nas palavras de Kropotkin, se trata de um estudo das necessidades da humanidade, e dos significados da economia que as satisfazem.

## Capítulos

### Capitulo I: Nossos Ricos
Para Kropotkin, desde a Idade da Pedra Lascada, a raça humana tem viajado por um longo caminho e acumulado várias riquezas. O resultado seria que agora as crianças dos homens civilizados encontram-se, desde o seu nascimento, prontas para usar um imenso capital acumulado por seus ascendentes. E este capital possibilitaria que o homem adquirisse, meramente por seu próprio trabalho combinado com o trabalho de outros, riquezas que ultrapassam os sonhos dos contos de fada das 1001 noites.
Na verdade, a humanidade seria bem mais rica do que se tem consciência: no que já possui; nas possibilidades de produção advindas do seu respaldo maquinário; e no que se poderia ganhar com o solo, a manufatura, a ciência, o conhecimento técnico, onde se poderia adquirir uma existência de riqueza e facilidade para cada um dos seus membros. No entanto, tantos pobres existem e a labuta dolorosa para as massas persiste. Isto ocorreria porque toda a produção necessária fora apreendida por poucos no curso do que o autor chama de “longa história do roubo”, forçando migrações e guerras de ignorância e opressão.
O autor diz que milhões de seres humanos tem trabalhado para criar esta civilização e outros milhões ao redor do mundo trabalham para mantê-la. Sem eles, nada restaria em cinquenta anos a não ser ruínas. Milhares de inventores, conhecidos ou não, que morreram na pobreza, cooperaram para incorporar a cada uma das máquinas o gênio humano.
Toda máquina teria tido a mesma história: noites não dormidas e pobreza, de desilusões e prazeres, de melhoramentos parciais descobertos por inúmeras gerações de trabalhadores sem nome, que adicionaram à invenção natural pequenos "nadas", sem os quais a mais fértil ideia permaneceria estéril. A partir disso, Kropotkin questiona com que direito uma pessoa pode se apropriar de um pedaço deste imenso todo e dizer "isto é meu e não seu!". Ele declara que isto surgiu no decorrer dos séculos percorridos pela raça humana, onde tudo o que capacita o homem a produzir e a aumentar seu poder de produção foi apreendido por uma minoria.
O autor critica duramente o capitalismo ao dizer que, em virtude deste sistema, o qual ele denomina "monstruoso", o filho de um trabalhador, ao nascer, não encontra terra em que possa permanecer, máquina, ou mina, sem aceitar dar uma grande parte do que ele irá produzir para o "dominador". Por isso, ele deverá vender seu trabalho por um salário incerto e seus herdeiros serão ainda mais pobres que a geração anterior. Enquanto isso, os capitalistas cresceriam. O resultado deste estado de coisa seria que toda a produção tende a uma direção errada. Empresas tomam os bens da comunidade, pois seu único objetivo seria aumentar seus ganhos com especulação. Os trabalhadores não podem se beneficiar da riqueza que eles mesmos produziram.
A humanidade teria acostumado a si e suas crianças a serem hipócritas, a praticar uma moralidade de dupla face. E uma vez tão acostumado com mentiras, a humanidade enganaria-se com retórica sofisticada. Assim, a hipocrisia e o sofisma teriam se tornado a segunda natureza do homem civilizado. Entretanto, a sociedade não poderia viver assim; ela deveria retornar à verdade ou cessar sua existência. Isso significa que, para o autor, a produção pertence à toda a comunidade, e a apropriação individual não seria justa, nem benéfica.

### Capítulo II: Bem-estar para todos
Bem-estar para todos não seria um sonho, o autor explica que é possível, realizável, graças a todos os nossos ancestrais que aumentaram os poderes de produção. No entanto, ao invés de o capital ir gradualmente se concentrando nas mãos de poucos, de modo que só seria necessário que a comunidade desapropriasse alguns milionários para obter sua legítima herança, ocorre que o enxame de parasitas é cada vez maior.
Haveria uma limitação indireta que consistiria em gastar esforços humanos em objetos absolutamente inúteis, ou destinados apenas a satisfazer a vaidade monótona dos ricos. Deveria-se levar em conta todo o trabalho que vai para o lixo, mantendo-se estábulos, canis, favorecendo os caprichos da sociedade e os gostos depravados dos ricos, forçando o consumidor a comprar o que não precisa. O que é desperdiçado dessa maneira seria suficiente para dobrar a produção de coisas úteis, ou então para completar as fábricas e usinas com máquinas que em breve inundariam as lojas com tudo o que agora está faltando à nação. Sob o sistema atual, não haveria melhores resultados, apenas a diversão dos ricos e a exploração do público.
Portanto, o autor defende que deveria haver expropriação. O bem-estar de todos, como fim; desapropriação, como meio. Mas este problema não poderia ser resolvido por meio de legislação. Os pobres, bem como os ricos, entendem que nem os governos existentes, nem os que poderiam surgir de possíveis mudanças políticas, seriam capazes de chegar a tal solução. Eles sentem a necessidade de uma revolução social; e ricos e pobres reconhecem que esta revolução é iminente. E enquanto isso o povo sofre. As fábricas estão ociosas, as oficinas fechadas; o comércio está parado. O trabalhador nem sequer ganha o mísero salário de antes. A alimentação sobe de preço. Para que cada um, seja qual for seu grau na sociedade, seja forte ou fraco, capaz ou incapaz, tenha, antes de tudo, o direito de viver, deveria-se reconhecer e proclamar que a sociedade é obrigada a compartilhar entre todos, sem exceção, os meios de existência que tem à sua disposição.

### Capítulo III: Anarco-comunismo
Toda a sociedade, ao abolir a propriedade privada, seria forçada a organizar-se nas linhas do anarco-comunismo. A anarquia levaria ao comunismo, e o comunismo à anarquia, ambas as expressões seriam, para Kropotkin, semelhantes à tendência predominante nas sociedades modernas: a busca da igualdade.
O autor diz que as novas organizações, com base no mesmo princípio de "a cada um segundo a sua necessidade", surgem sob mil formas diferentes, pois sem um certo fermento do comunismo as sociedades atuais não poderiam existir. Apesar da virada para o egoísmo, dado a mente dos homens pelo sistema comercial, a tendência para o comunismo estria constantemente aparecendo, e isso influenciaria as atividades da sociedade de várias maneiras (quando se pensa em bens públicos, por exemplo).

### Capítulo IV: Expropriação
O autor pretende uma organização das coisas de tal forma que todo ser humano tenha assegurada a oportunidade de, em primeira instância, aprender alguma ocupação útil, e segundo, de tornar-se hábil na mesma; ao lado disto, que ele seja livre para trabalhar em seu comércio sem pedir licença de qualquer mestre ou proprietário, sem precisar entregar ao senhorio ou capitalista a maior parte do que ele produz. Desta forma, ninguém teria de vender sua força de trabalho por um salário que só representasse uma fração do que produz. Kropotkin sustenta que o dono de terras possui suas riquezas à custa da pobreza dos camponeses, e a riqueza do capitalista vem do mesmo recurso. Este seria o segredo da riqueza: fazer com que os esfomeados trabalhem e ganhem apenas um quinto do que produzem, utilizando-se desse lucro para produzir mais lucro, através da especulação  com a ajuda da lei e do Estado.
Portanto, a expropriação seria fundamental para a formação de uma sociedade igualitária e ela deverá ser geral, pois os diversos setores da economia são solidários. Para Kropotkin, se a expropriação for parcial e restrita, ela causará desequilíbrios, impedindo a construção da sociedade sobre novas bases. Porém, a expropriação deveria limitar-se aos meios de produção, enquanto os objetos de consumo deveriam ser mantidos como propriedade privada. Isto seria o real significado de uma revolução para o autor. E assim que as pessoas fizessem uma limpeza geral do governo, procurariam com certeza, antes de tudo, garantir a si as mesmas comida suficiente, habitações e vestuário decentes.

### Capítulo V: Comida
Kropotkin explana que se a revolução for de cunho social, esta será distinta de todos os levantes já formados, não só em relação aos seus objetivos, mas também aos seus métodos. Para se chegar a um novo objetivo, novos meios seriam necessários. Sempre teria sido uma ideia da classe média enfeitar a revolução com o que ele chama de "bons princípios" e "boas mentiras", mas a ideia do povo seria prover alimento para todos, por isso o autor clama:"Pão! A revolução precisa de pão!". E enquanto a classe média formularia sua própria retórica, a verdadeira meta deveria residir no fato de todos terem o suficiente para sobreviver. Tendo isto em mente, Kropotkin acredita que a revolução deve triunfar.
A característica mais proeminente do nosso capitalismo atual seria o sistema de salários: a revolução que está por vir deveria tornar o sistema de salários impossível, negando o que o autor considera escravidão. Na visão de Kropotkin, em qualquer caso, um sistema que brote espontaneamente, sob o estresse da necessidade imediata, seria infinitamente preferível a qualquer coisa inventada por teóricos alheios à realidade. Em seguida, ele questiona em que base deve a sociedade ser organizada, a fim de que todos possam ter a sua quota-parte da produção de alimentos e conclui que há apenas uma maneira em que o comunismo-anarquista pode ser estabelecido de forma equitativa, satisfazendo os instintos de justiça e sendo prático ao mesmo tempo: o sistema já adotado pelas comunas agrárias da Europa.
Os meios pelos quais uma cidade em estado de revolução poderia ser alimentada dependeriam do alcance da revolução nas províncias e nos países vizinhos. Se toda a nação ou se toda a Europa realizar a revolução social ao mesmo tempo e começar com o comunismo, Kropotkin acredita que o procedimento será simplificado; mas se apenas algumas comunidades da Europa fizerem a tentativa, outros meios teriam de ser escolhidos. As circunstâncias ditariam as medidas. O autor considera que toda a nossa civilização de classe média é baseada na exploração de populações e países mais fracos economicamente, com menos sistemas industriais avançados, portanto ele acredita que a revolução vai conferir um benefício logo no início, por ameaçar a "civilização", e permitir que tais populações se libertem.

### Capítulo VI: Moradias
A casa não é construída por seu dono. Kropotkin pondera que ela é erguida, decorada e mobiliada por inúmeros trabalhadores no depósito de madeira, nos campos de tijolo, e na oficina, trabalhando para salvar a vida através de um salário baixo. Além disso, o autor afirma que o dinheiro gasto pelo proprietário não é o produto de sua própria labuta, e sim, o acúmulo de lucros a partir do pagamento aos trabalhadores de dois terços ou apenas metade do que lhes era devido. Assim é com todas as riquezas segundo Kropotkin. Portanto, ele considera injustiça flagrante uma pessoa apropriar-se de e vender um patrimônio comum construído em conjunto. Portanto, o trabalhador deveria ver claramente que, ao recusar-se a pagar o aluguel de um proprietário, ele não estaria simplesmente aproveitando a desorganização da autoridade, pois a abolição da renda seria um princípio reconhecido e sancionado por um consentimento popular; ser alojado sem pagar aluguel seria um direito proclamado em voz alta pelas pessoas.
Se o povo da revolução desapropriar as casas e os alojamentos sem a interferência do Estado e proclamar o direito de cada família a uma habitação decente, para Kropotkin, a revolução terá assumido um caráter comunista, dando um golpe fatal na propriedade individual. Além disso, o autor chama a atenção para o fato de que cada revolução significa certa perturbação da vida cotidiana. Ele crê que seja possível os governos mudarem sem perturbar, mas os crimes da sociedade para com os marginalizados não foram corrigidos por qualquer artimanha política advinda do governo. Isso porque as pessoas cometeriam erro atrás de erro quando têm que escolher por algum candidato para representá-los. Porém, se elas assumissem a responsabilidade de organizar o que sabem, fariam isso melhor do que todos os candidatos juntos. Para exemplificar, é citada a Comuna de Paris.

### Capítulo VII: Roupas
Após as casas tornarem-se patrimônio comum dos cidadãos e cada homem tiver seu fornecimento diário de alimentação, mais um passo teria que ser dado. Para Kropotkin, é a questão da roupa. E novamente, a única solução possível para ele seria tomar posse, em nome das pessoas, de todas as lojas e armazéns de roupas. A "communalization" (tornar comunitário) de vestuário seria o direito de cada um de tomar o que precisa das lojas comuns, sendo uma consequência necessária da "communalization" de casas e alimentos .

### Capítulo VIII: Fins e meios
Se a sociedade, a cidade ou o território garantissem o necessário da vida para seus habitantes, estariam compelidos a tomar posse do que é absolutamente necessário para a produção: terra, maquinário, fábricas, meios de transporte, etc. O capital nas mãos de indivíduos privados deveria ser expropriado para retornar à comunidade.
Não seria suficiente, para Kropotkin, distribuir os lucros alcançados pelas trocas feitas por partes iguais, se ao mesmo tempo milhares de outros trabalhadores estiverem sendo explorados. Teria-se um caso de produzir a maior quantidade possível de bens necessários ao bem-estar de todos, com o menor desperdício possível de energia humana.

### Capítulo IX: A necessidade de luxo
A necessidade de luxo é, segundo o autor, o desejo por prazer intelectual e artístico, fruto do desenvolvimento da individualidade nas sociedades civilizadas. Garantindo o pão cotidiano a todos, a revolução poderia tornar o que era luxo para o trabalhador em algo acessível.
Cada um teria a sua disposição cinco ou sete horas por dia, depois de ter consagrado várias horas para a produção de necessidades, para satisfazer com suficiência todos os desejos de luxo. Deixando de ser uma exibição tola e ostensiva da classe burguesa, o luxo se tornaria um prazer artístico. Todo mundo seria mais feliz por isso. O trabalho coletivo, realizado com o coração, levaria ao atingimento de um fim desejado, um livro, uma obra de arte ou um objeto de luxo. Ao trabalhar para pôr fim à divisão entre o senhor e o escravo, trabalha-se para a felicidade de ambos, para a felicidade da humanidade.

### Capítulo X: Trabalho agradável
Quando os socialistas sustentaram que uma sociedade livre da dominação dos capitalistas tornaria o trabalho agradável, o que suprimiria toda a repugnante e insalubre labuta, e seria e como risível. E, no entanto, ainda na época do autor se podia ver o impressionante progresso que estava sendo feito neste sentido; e onde quer que aquele progresso tenha sido alcançado, os empregadores felicitavam-se com a economia de energia assim obtida.
O trabalho da mulher nunca teria sido levado em conta e, em cada família, existia uma mãe e três ou quatro servos obrigados a gastar seu tempo cozinhando. Kropotkin critica aqueles que queriam emancipar a humanidade, porém não incluíram a mulher em seu sonho de emancipação, e consideraram suposta a superioridade do homem em não ter de se submeter a tais trabalhos domésticos, colocando-os nos ombros da mulher. Para emancipar a mulher, além de se abrir os portões da universidade para elas, as cortes legais, ou os parlamentos, deveria-se libertá-la da condição de ferramenta bruta da cozinha e da faxina da casa. A revolução só será digna dela mesma quando se negasse a manter a escravidão da mulher.

### Capítulo XI: Acordo livre
Apesar dos jornais e da história focarem apenas no governo e suas intrigas políticas, nem tudo ocorre com a interferência dele segundo o autor. Em agrupamentos espontâneos de homens sem um governo, as pessoas agiriam apenas através de livre acordo. Isso ocorreria menos na sociedade moderna, onde existiria a propriedade privada e o consequente predomínio do individualismo autoritário, mas haveria exemplos como a integração das redes ferroviárias de várias companhias no continente europeu e os voluntários da "Cruz Vermelha".
Em todos os lugares, o Estado estaria abdicando e abandonando suas funções sagradas para exercer funções privadas individuais. E mesmo assim, os fatos dariam apenas uma pequena noção do que um governo livre tem guardado para o futuro, onde não haveria mais Estado.

### Capítulo XII: Objeções
Neste capítulo, são tratadas as objeções contra o comunismo. Kropotkin contesta o comunismo autoritário e defende as liberdades individuais e o comunismo anarquista. As críticas à abolição do salário colocam o medo da fome como principal incentivo ao trabalho. No entanto, o bem-estar, ou seja, a satisfação das necessidades físicas, artísticas e morais, tem sido sempre o estimulante mais poderoso para o trabalho. E onde um mercenário dificilmente consegue produzir as necessidades básicas, um trabalhador livre, que vê facilidade e luxo aumentando para ele e para os outros, na proporção de seus esforços, gasta infinitamente mais energia e inteligência, e obtém produtos em maior abundância. Nisso reside todo o segredo. Portanto, uma sociedade visando o bem-estar de todos, e com a possibilidade de desfrutar de toda a vida em todas as suas manifestações, dará trabalho voluntário, que será infinitamente superior e produzirá mais do que o trabalho tem produzido até agora sob o aguilhão da escravatura e do salário.
Trabalho assalariado não pode e não deve produzir tudo o que ele poderia produzir. E é chegada a hora, segundo o autor, de desacreditar na lenda de que o salário atua como o melhor incentivo para o trabalho produtivo. Se a indústria traz uma centena de vezes mais do que na geração passada, é devido ao súbito despertar das ciências físicas e químicas para o final do século passado; não para a organização capitalista do salário. Deve-se dar ao trabalhador a chance de cultivar o solo, e não fazê-lo um ocioso, forçando-o a, em toda a sua vida, cuidar de uma pequena máquina, arar a cabeça de um parafuso, ou perfurar o buraco de uma agulha. Suprima a causa da ociosidade, e você perceberá como certo que poucas pessoas vão realmente odiar o trabalho, especialmente quanto ao trabalho voluntário, não havendo a partir disto a necessidade de um código de leis em sua conta.

### Capítulo XIII: Sistema coletivista de salário
Para Kropotkin, os coletivistas cometem um duplo erro. Ao falar em abolir a dominação capitalista, mantêm duas instituições que são a base deste sistema: governo representativo e sistema de salários. Na visão dele, enquanto a propriedade pertencer a indivíduos isolados, os homens terão que pagar a estes proprietários, de uma forma ou de outra, para serem autorizados a trabalhar nos campos ou nas fábricas, ou para viver nas suas casas. Os proprietários vão concordar em ser pagos pelos trabalhadores em ouro, em papel-moeda, ou em cheques, desde que o pedágio em cima de trabalho seja mantido, bem como o direito de cobrar seja deixado aos mesmos. E os princípios do governo representativo apenas detiveram a realeza e a nobreza sem dar liberdade ao povo, pelo contrário, consolidaram a dominação sobre ele.
Portanto, uma sociedade não poderia ser baseada em dois princípios absolutamente opostos, os quais se contradizem continuamente. E uma nação ou uma comunidade que tivesse tal organização seria obrigada a voltar para a propriedade privada dos meios de produção, sendo impossível conseguir uma sociedade comunista. Uma sociedade que tome posse de toda a riqueza social, tendo proclamado o direito de todos à riqueza será compelida a abandonar qualquer sistema de salários.

### Capítulo XIV: Consumo e Produção
Deveria-se olhar para a sociedade e sua organização política a partir de um ponto de vista diferente do que as escolas tradicionalmente ensinam, tomando um indivíduo livre e alcançando uma sociedade livre, ao invés de se começar pelo Estado para só então descer para o indivíduo. Na visão do autor, portanto, as necessidades dos indivíduos, e os meios pelos quais eles as satisfazem, antes de se discutir produção, taxas, impostos, governo, e assim por diante. À primeira vista, a diferença poderia parecer insignificante, mas na realidade, isso perturbaria todos os cânones da economia política oficial.
Na verdade, quando se consideram as necessidades do indivíduo e da sociedade, e os meios para os quais o homem recorreu a fim de satisfazê-las durante suas variadas fases de desenvolvimento, seria possível ver de imediato a necessidade de sistematizar os esforços humanos, em vez de produzir casualmente como se faz hoje em dia. A apropriação por alguns das riquezas não consumidas e transmitidas de uma geração para outra não seria de interesse geral.
Uma sociedade que satisfaça as necessidades de todos, e que saiba como organizar a produção para atender a este objetivo, também teria que fazer uma limpeza de vários preconceitos relativos à indústria, e em primeiro lugar da teoria muitas vezes pregada por economistas: "a divisão do trabalho".

### Capítulo XV: Divisão do trabalho
As consequências negativas da divisão do trabalho são evidentes para Kropotkin, uma vez que divide-se a sociedade em duas classes: de um lado, produtores, que consomem muito pouco e são isentos de pensar porque apenas usam sua força física, trabalhando duro enquanto seus cérebros permanecem inativos; de outro lado, os consumidores, que produzem pouco ou quase nada, tendo o privilégio de pensar pelos outros sem nada entender. Então, têm-se os proprietários do solo que não sabem nada do maquinário, enquanto aqueles que trabalham no maquinário ignoram tudo sobre agricultura. A ideia da indústria moderna seria de um trabalhador embrutecido que utiliza uma máquina sobre a qual não se entende e não se pode entender, e um fiscal que multa quem se distrai no trabalho. A ideia da agricultura industrial seria se desfazer do trabalhador e empregar um único homem que faça um trabalho avulso. A divisão do trabalho significaria rotular o homem. E, desse modo, se destruiria o amor ao trabalho e a capacidade inventiva do começo da indústria moderna, com máquinas que são tidas como "motivo de orgulho".
Uma nova corrente de pensamento induz à ideia de que todas as nações civilizadas devem se "manufaturar", julgando isto benéfico para a produção que formalmente recebem de outros países, ou de suas colônias. Descobertas científicas universalizaram métodos de produção, e seria inútil pagar um preço exorbitante pelo que poderia facilmente ser produzido internamente. E agora, Kropotkin afirma que a revolução industrial desfere um golpe esmagador na teoria da divisão do trabalho que por tanto tempo se supôs estar a salvo.

### Capítulo XVI: Descentralização da indústria
A tendência do comércio, como para todos os outros, seria a descentralização. Seria mais vantajoso para cada nação combinar a agricultura com o maior número possível de fábricas. A especialização certamente enriqueceu um número de capitalistas, mas já não seria tão benéfica. Pelo contrário, seria a favor de cada região, de cada nação, cultivar seu próprio trigo, os seus próprios vegetais, e fabricar em casa a maioria dos produtos que consomem. Essa diversidade seria, conforme o autor, a garantia mais segura do desenvolvimento completo da produção em cooperação mútua, e o movimento, causa do progresso, enquanto que a especialização seria agora um obstáculo ao progresso.
A revolução seria mais do que uma mera mudança do sistema político vigente e da economia. Implicaria o despertar da inteligência humana, o aumento do espírito inventivo; seria o início de uma nova ciência, a ciência de homens como Laplace, Lamarck, Lavoisier. Seria uma revolução nas mentes dos homens, mais profunda que uma mera revolução em suas instituições.

### Capítulo XVII: Agricultura
Tem-se o fundamentado de que a cultura intensiva dos campos, prados de regadio, o “hot-house”, e, finalmente, a estufa são realidades. Além disso, a tendência seria ampliar e generalizar esses métodos de cultura, porque eles permitiriam a obtenção de mais produtos com menos trabalho e com mais certeza .
A única coisa que faltaria para a revolução seria a ousadia da iniciativa. Não seria o alimento que iria falhar se a ousadia do pensamento e da iniciativa estivessem querendo a revolução. Ao deixar de produzir para compradores desconhecidos e visualizar em seu meio as reais necessidades a serem satisfeitas, a sociedade liberal asseguraria a vida e a vontade de cada um de seus membros, bem como a satisfação moral de trabalhar livremente, além da alegria de viver sem invadir a vida dos outros. Uma sociedade inspirada não iria temer dissensos com os inimigos. As coalizões do passado imporiam uma nova harmonia: a iniciativa de cada um e de todos e a audácia que floresceria do despertar do gênio do povo. A força dos monarcas não teria mais poder. Nada restaria para estes a não ser contemplar a revolução.